# ابل بالبو
ابل بالبو (اسپانیایی: Abel Balbo‎؛ زادهٔ ۱ ژوئن ۱۹۶۶) بازیکن فوتبال بازنشسته، سرمربی و خواننده اهل آرژانتین است. او در پست مهاجم در باشگاه‌های متعددی در آرژانتین و ایتالیا بازی کرده است.

## باشگاهی
از باشگاه‌هایی که در آن بازی کرده می‌توان به فیورنتینا، پارما، ریور پلاته، بوکا جونیورز، اودینزه، آ.اس. رم و نیولز اولد بویز اشاره کرد.

## تیم ملی
وی در تیم ملی فوتبال آرژانتین ۳۷ بار بازی کرده و ۱۱ گل به ثمر رسانده است. او در جام‌های جهانی ۱۹۹۰، ۱۹۹۴ و ۱۹۹۸ در ترکیب تیم آرژانتین حضور داشته است.

## زندگی شخصی
ابل بالبو ازدواج کرده و کاتولیکی رومی است.